# Cuirassat (Star Trek: Voyager)
"Cuirassat" (títol original en anglès "Dreadnought") és el dissetè episodi de la segona temporada i el 33è del total de la sèrie de televisió de ciència-ficció estatunidenca Star Trek: Voyager. El guió va ser escrit per Garry Holland, i dirigit per LeVar Burton. L'episodi es va emetre a UPN el 12 de febrer de 1996.
Ambientada al segle XXIV, la sèrie segueix les aventures de la tripulació de la Flota Estel·lar i els Maquis de la nau estel·lar USS Voyager després de quedar encallats al Quadrant Delta a desenes de milers d’anys llum de distància de la resta de la Federació. En aquest episodi, la USS Voyager es troba amb una arma cardassiana que es dirigeix a destruir una civilització innocent al Delta Qudarant a causa d'un sabotatge de l'enginyera en cap B'Elanna durant la seva època com a membre dels Maquis.

## Argument
El passat de B'Elanna l'atrapa quan la «Voyager» es troba amb un míssil cardassià que vola a tota velocitat per l'espai al Quadrant Delta.
Fa anys, quan ella i Chakotay eren membres dels Maquis que lluitaven contra els cardassians, els Maquis van aconseguir un míssil cardassià i, per iniciativa pròpia, el va reprogramar per atacar territori cardassià. L'arma, el «Cuirassat», va ser llançada i no es va tornar a saber d'ella; es pensava que estava destruïda. La «Voyager» el va trobar aquí, a l'altre costat de la galàxia, i es dirigeix directament a un planeta poblat anomenat Rakosa V. Cal aturar-lo; hi ha en joc milions de vides.
B'Elanna s'horroritza en pensar que el seu engany pot acabar amb una civilització i jura aturar el «Cuirassat» a qualsevol preu. Mentrestant, el Maquis descontent Michael Jonas traeix la tripulació de la Voyager informant els Kazon de la situació. B'Elanna es teletransporta a la coberta de control del Cuirassat per intentar apagar-lo. Aquesta és una tasca difícil, ja que originalment havia armat el míssil amb una sofisticada bateria de contramesures per fer-lo invencible. La IA del míssil acusa B'Elanna de manipular el Cuirassat i treballar per als cardassians. Aleshores, el Cuirassat menteix a B'Elanna i ella torna a la nau. S'adona que ha de trobar una escletxa legal en els seus propis plans per persuadir el míssil que hauria de retirar el seu pla d'atac. Ella s'enfronta a ella mateixa (el "Cuirassat" va ser reprogramat per parlar amb la veu de B'Elanna, reflectint només algunes de les alteracions que la mateixa B'Elanna havia fet a la seva programació) per aturar l'amenaça abans que sigui massa tard. La capitana Janeway està disposada a destruir la "Voyager" per salvar els milions de persones del planeta. A l'últim moment, B'Elanna talla el nucli d'energia del "Cuirassat" amb un faser i la "Voyager" la teletransporta, allunyant-se del planeta mentre el míssil explota.

## Actors convidats
- Raphael Sbarge - Michael Jonas[1]
- Nancy Hower – Alferes Samantha Wildman
- Michael Spound - Lorum
- Dan Kern - Kellum

## Recepció
El 2020, SyFy Wire va classificar aquest episodi com el 13è millor episodi de Star Trek: Voyager. Elogien l'episodi com una "hora captivadora i tensa", i van comentar que té "algunes de les escenes més esgarrifoses de tota la història de Trek".
El 2021, Tor.com li va donar un nou sobre deu, i va comentar que "La doble actuació de Dawson com Torres i l'ordinador Cuirassat és simplement increïble".